# Ernst Ahlberg
Carl Ernst Nathanael Ahlberg (i riksdagen kallad Ahlberg i Stockholm, senare Ahlberg i Lidingö), född 23 april 1891 i Östra Tunhems socken, död 16 februari 1959 i Lidingö, var en svensk ombudsman och politiker (Högerpartiet).
Ernst Alberg var efter studentexamen i Lund under några år verksam som journalist i Skövde och Stockholm. 1918 blev han ombudsman för Jordbrukarnas riksförbund och 1920 för Sveriges allmänna verkmästareförbund. Ahlberg var ombudsman i Sveriges arbetsledarförbund 1920–1956. Han var riksdagsman 1952–1958. Ahlberg är begravd på Lidingö kyrkogård.